# Serranía de San Simón
Serranía de San Simón är en bergskedja i Bolivia.   Den ligger i departementet Santa Cruz, i den centrala delen av landet, 500 km nordost om huvudstaden Sucre.
I omgivningarna runt Serranía de San Simón växer i huvudsak städsegrön lövskog. Runt Serranía de San Simón är det mycket glesbefolkat, med 2 invånare per kvadratkilometer.